# Harzer Wandernadel

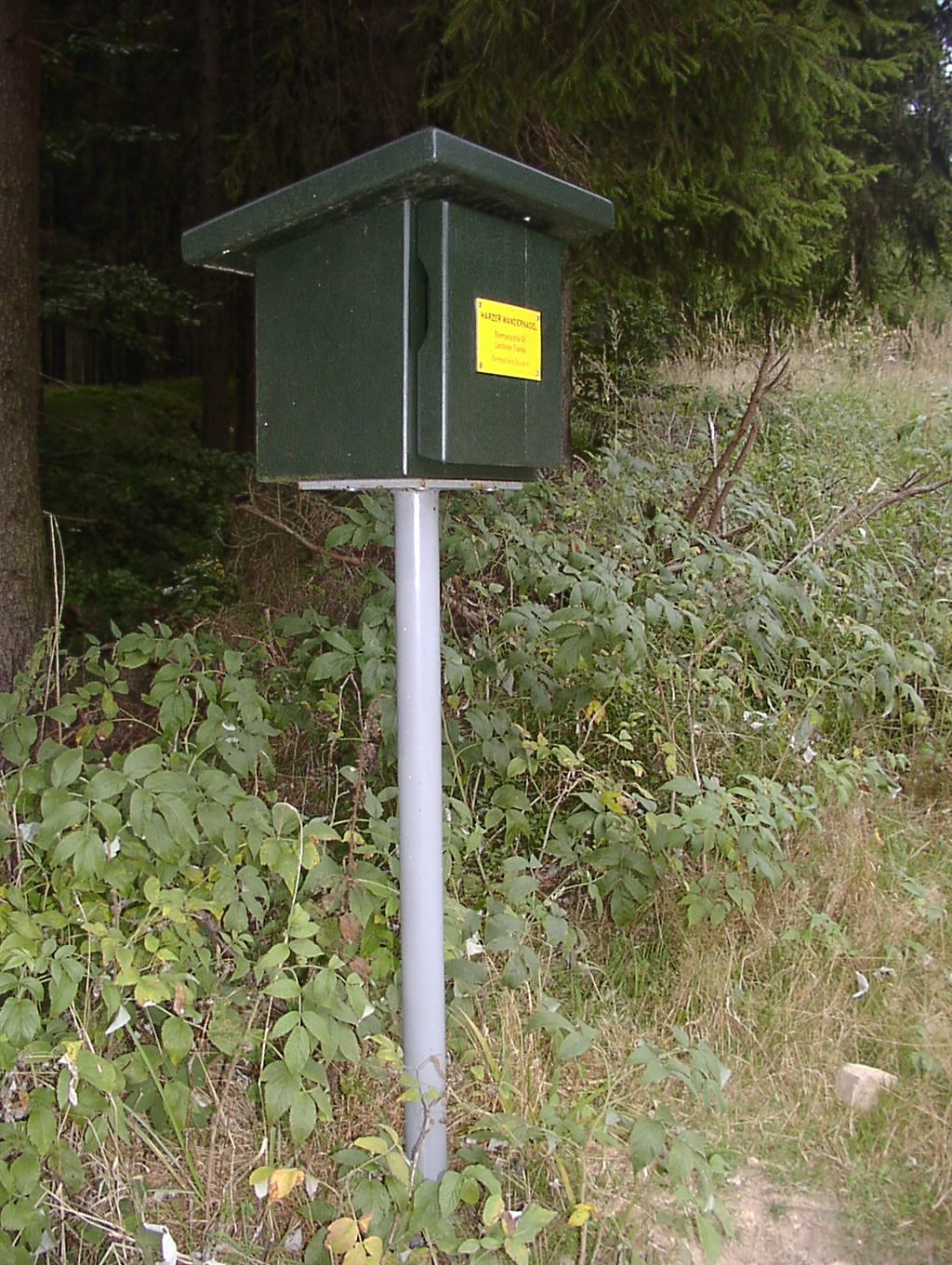
Ehemalige Stempelstelle 141 der Harzer Wandernadel an der Lasfelder Tränke

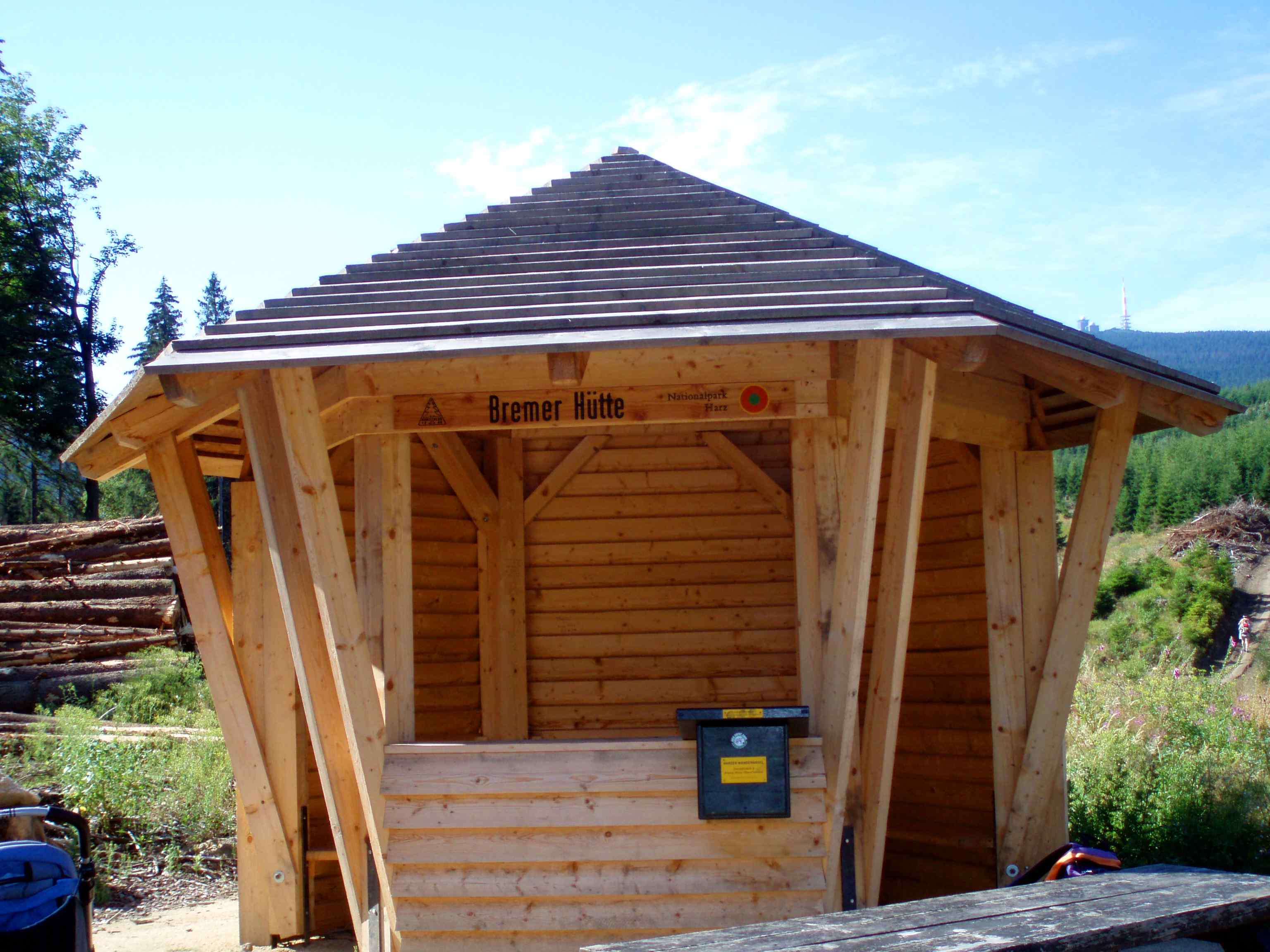
Stempelstelle 6 an der Bremer Hütte mit Brocken im Hintergrund

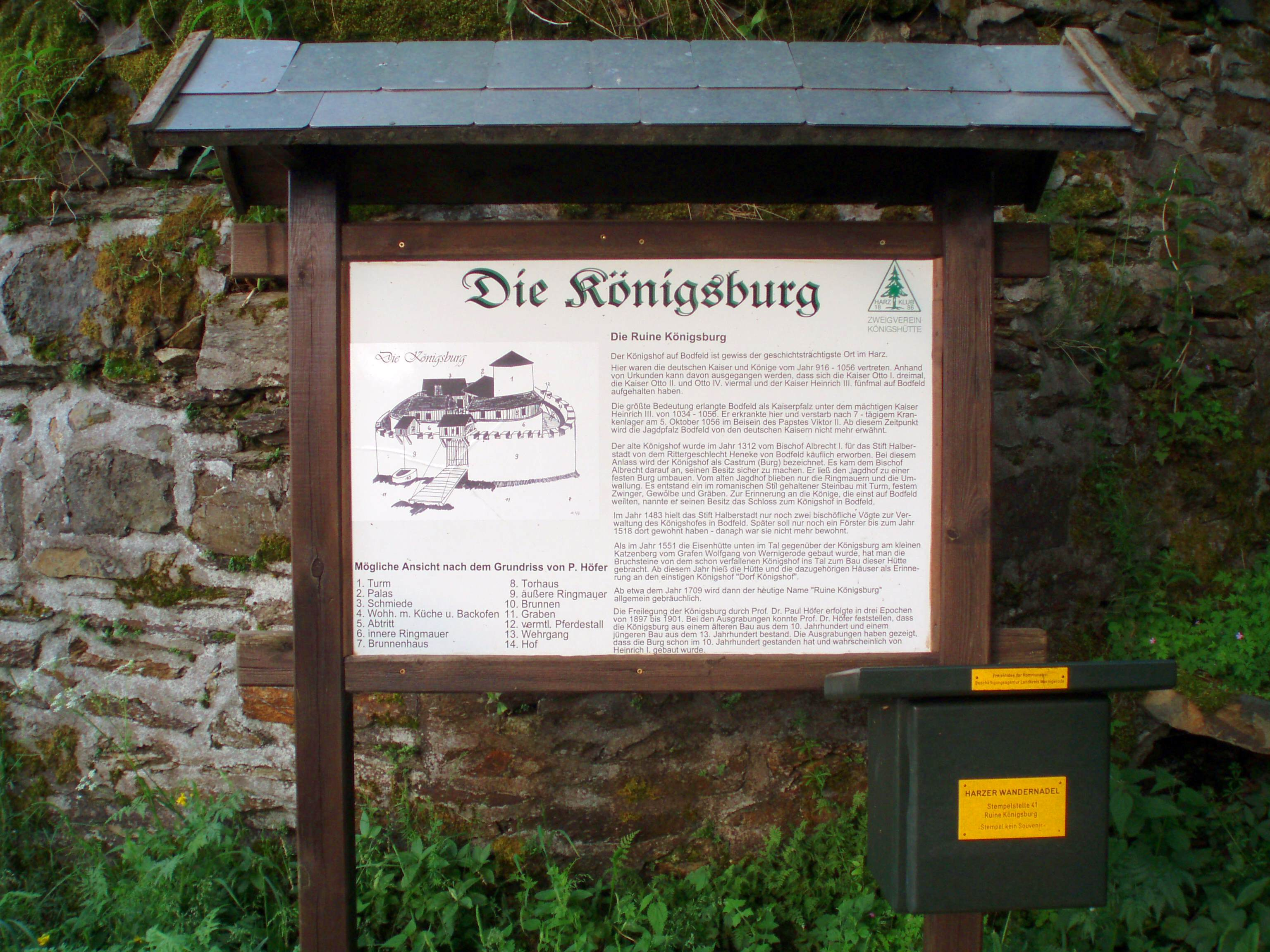
Stempelstelle 41 an der Ruine Königsburg

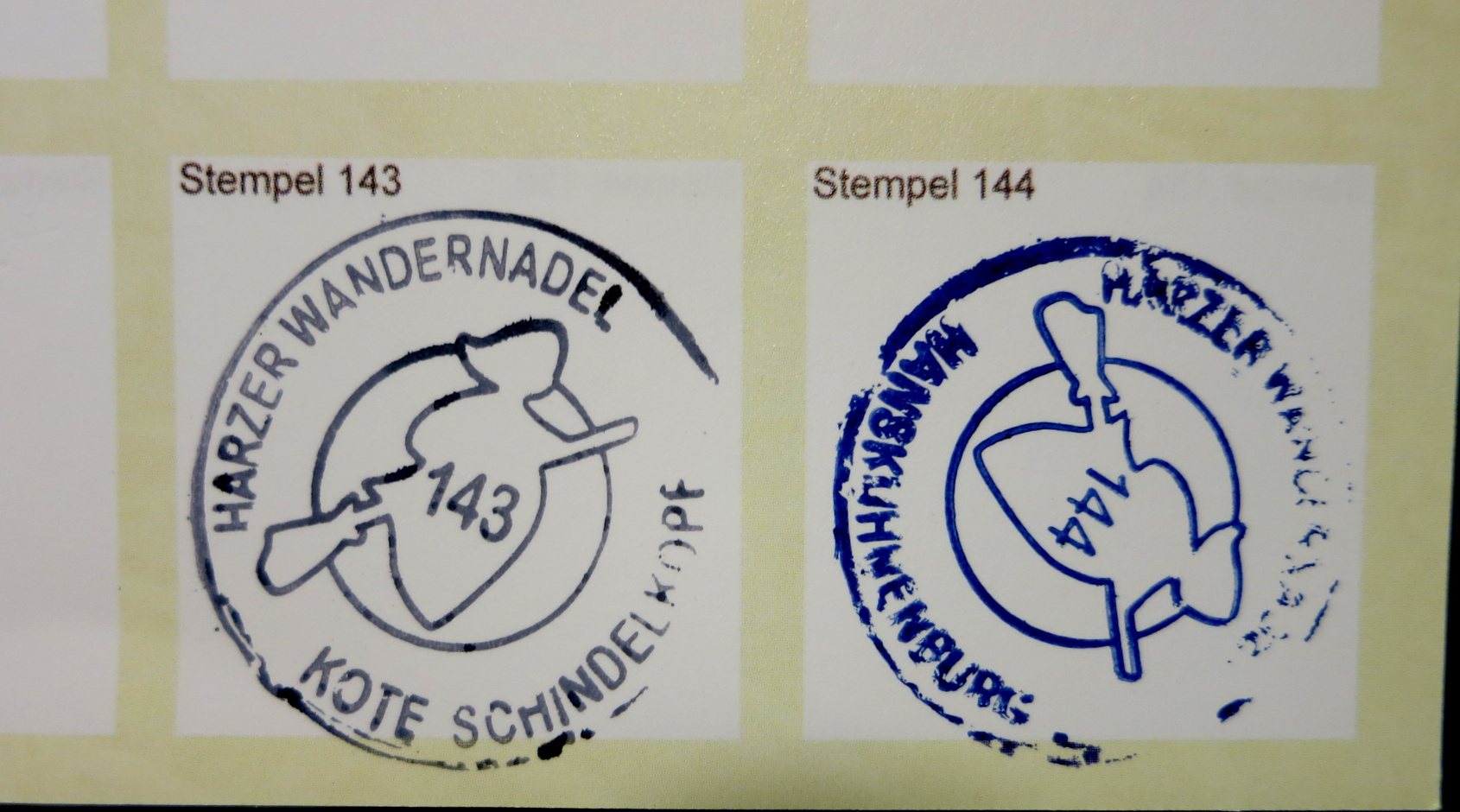
Stempel im Wanderpass

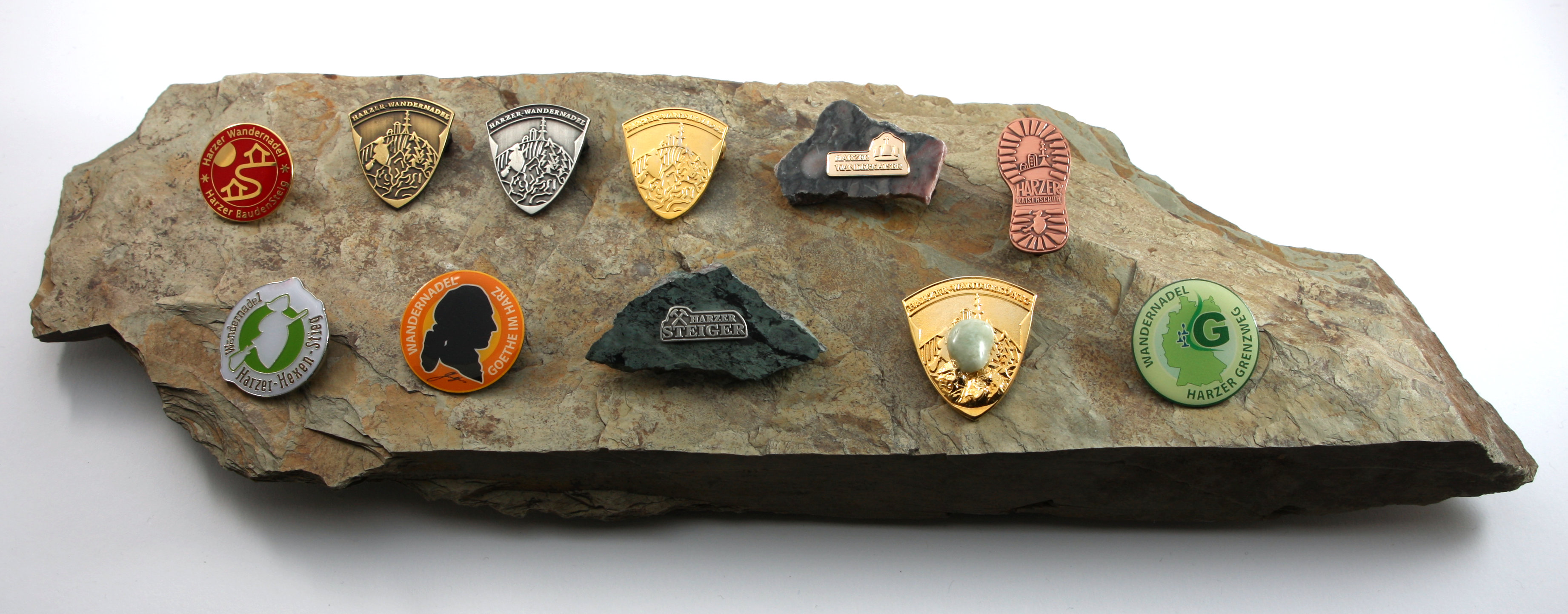
Verschiedene Harzer Wandernadeln

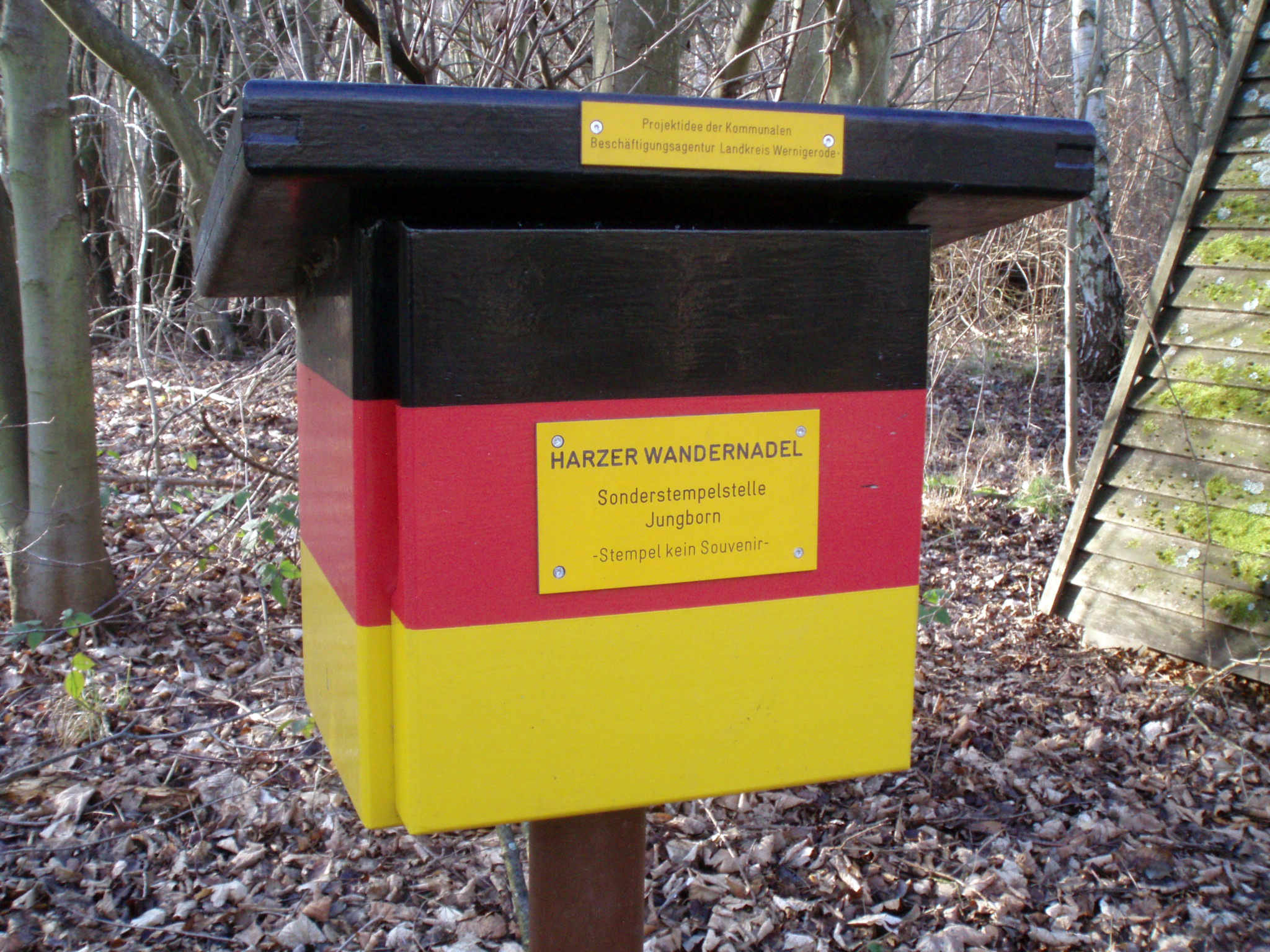
Sonderstempelstelle „Jungborn“ an der früheren Kuranstalt Jungborn

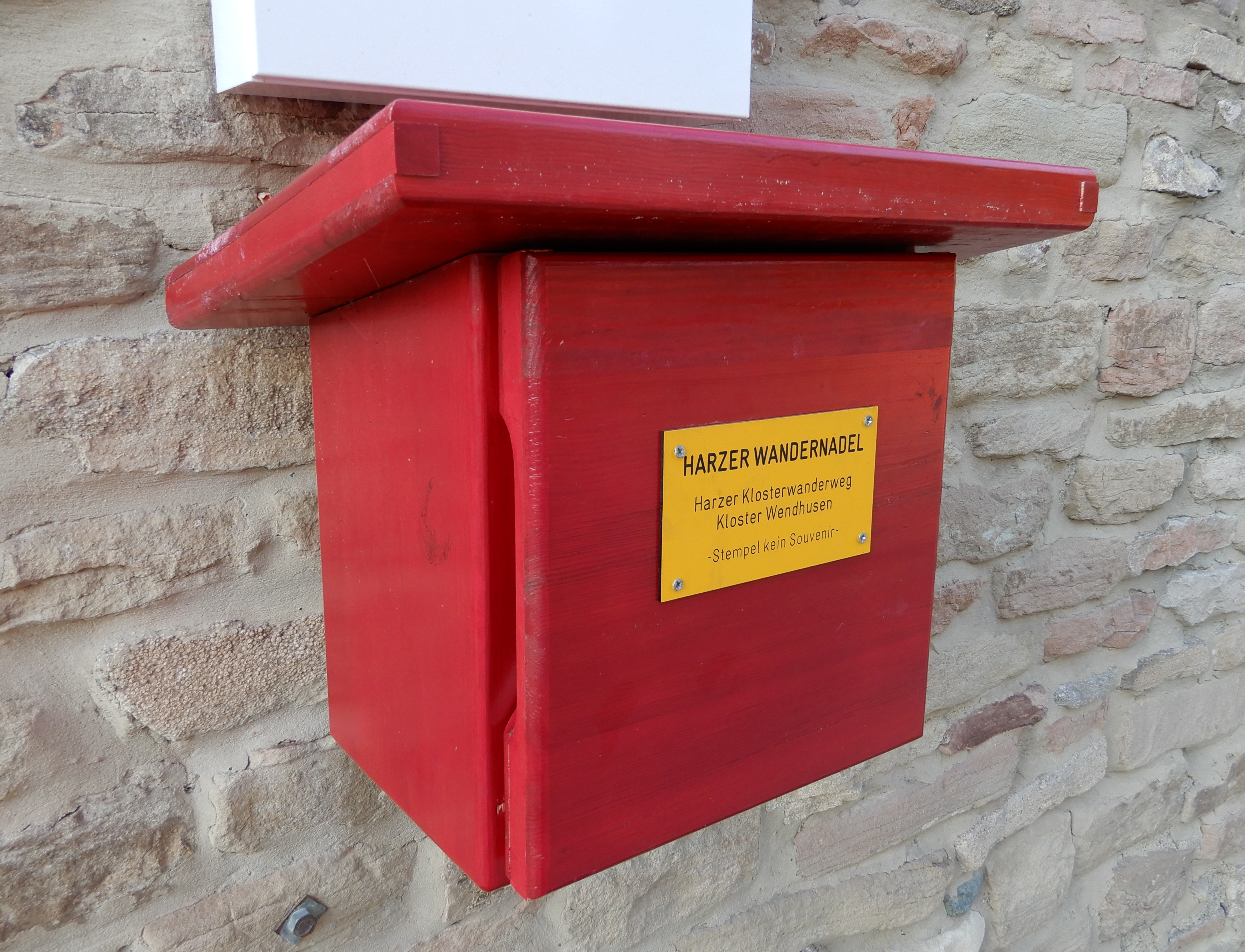
Sonderstempelstelle am Kloster Wendhusen

Die Harzer Wandernadel ist ein System zur Auszeichnung von aktiven Wanderern. Diese können durch Erreichen und Dokumentieren von Wanderzielen Wandernadeln verschiedener Grade erlangen. Mit 222 Stempelstellen in den drei Bundesländern Sachsen-Anhalt, Niedersachsen und Thüringen in fünf Landkreisen im Harz und einer fünfstelligen Teilnehmerzahl hat das System eine hohe überregionale Bedeutung erlangt.

## Zweck
Die Wandernadel dient dazu, Harzurlaubern ein attraktives Ziel zu stecken und deren Aufenthaltsdauer zu verlängern. Urlauber wie Einheimische sollen zum Wandern animiert werden.
Darüber hinaus hilft das System den Wanderern, verschiedene besonders attraktive Wanderziele und Wanderwege kennenzulernen. Hierzu hat man sich bemüht, die Stempelstellen an besonders sehenswürdigen Aussichtspunkten, geologischen oder botanischen Besonderheiten, kulturellen oder geschichtsträchtigen Orten zu platzieren. Bis auf wenige Ausnahmen befinden sich die Stempelstellen an Orten, die nur zu Fuß oder mit dem Fahrrad erreicht werden können.

## Auszeichnungen durch die Wandernadel
Die Harzer Wandernadel kann in mehreren Stufen erwandert werden:
- 008 Stempel: Harzer Wandernadel in Bronze
- 011 Stempel: Wanderprinz (seit 2011)
- 016 Stempel: Harzer Wandernadel in Silber
- 024 Stempel: Harzer Wandernadel in Gold
- 050 Stempel: Harzer Wanderkönig
- 100 Stempel: Harzer Kaiserrucksack (seit 2022)
- 111 Stempel: Harzer Steiger (darunter 23 Pflichtstempel an Bergbaustellen)
- 150 Stempel: Harzer Kaiserschuh
- 222 Stempel: Harzer Wanderkaiser

Der Erwerb der Wanderabzeichen ist nicht zeitgebunden, das Sammeln der einzelnen Stempel kann sich auch über mehrere Jahre erstrecken.
Zudem kann neben den regulären 222 Stempeln eine große Zahl (2020 mehr als 40) an Sonderstempeln gesammelt werden. Diese sind teilweise, wie der wandernde Stempelkasten, nur für kurze Zeit erhältlich und werden am Ende des Wanderpasses oder in einem gesonderten Stempelheft vermerkt. Diese Sonderstempel haben vorrangig Sammlerwert, sind teilweise aber auch für das Erlangen einer Themen-Wandernadel erforderlich.
Neben den regulären Auszeichnungen (Bronze bis Kaiser) gibt es noch mehrere Themen-Wandernadeln, für die die betreffenden Stempel (reguläre und teilweise auch Sonderstempel) im jeweiligen Begleitheft, notfalls aber auch im normalen Wanderpass, nachgewiesen werden müssen:
- „Goethe im Harz“, seit 2010, 28 Stempel an Stellen im Harz, an denen Goethe einst weilte.[3]
- „Harzer Baudensteig“, seit 2010, neun Stempel entlang des Harzer Baudensteigs.[5][6]
- „Harzer Geschichtsorte ‚Burgen und Schlösser‘“ (Nadel: kupferner Heinrich), 32 Stempel (davon 26 Sonderstempel) an gut erhaltenen Baudenkmälern.[7]
- „Harzer Grenzweg“, seit 2010, 25 Stempel (davon drei Sonderstempel) im Zusammenhang mit der deutsch-deutschen Grenze.[3]
- „Harzer Hexenstieg“, seit 2014, 20 Stempel, für die Wandernadel werden neun beliebige Stempel entlang des Harzer Hexenstiegs und zusätzlich die Stempel Nr. 69 und Nr. 140 benötigt.[3]
- „Harzer Klosterwanderweg“ (Nadel: kupfernes Pilgerkreuz), seit Frühjahr 2017, elf Sonderstempel in roten Stempelkästen.[8]
- „Lutherweg“ (Nadel: Lutherrose), zehn Stempel (davon sieben Sonderstempel) entlang des Lutherwegs im Harz.[9]

## Ablauf zum Erwerb der Wandernadel
Vor der ersten Wanderung muss ein Wanderpass erworben werden, der für einen geringen Betrag (eine Schutzgebühr) in den Tourismus- und Kureinrichtungen der Harzorte, teilweise auch im Buchhandel erhältlich ist. Empfehlenswert ist eine Karte, in der die Stempelstellen vermerkt sind, doch können diese auch auf andere Art (u. a. Internetpräsenz des Veranstalters) recherchiert werden. Für Nutzer von Navigationsgeräten stehen die Stempelstellen als GPX-Datei auf den Internetseiten kostenlos zur Verfügung.
An jeder Stempelstelle ist der Wanderpass zu stempeln. Sollte der Stempel fehlen, kann ersatzweise eine Nummer notiert werden, so dass Vandalismus dem System nicht grundsätzlich schaden kann.
Mit Erreichen der erforderlichen Stempelzahl wird der Wanderpass bei einer der Ausgabestellen vorgelegt und das Abzeichen nach entsprechender Prüfung für einen geringen Betrag erworben.

## Besonderheiten
Die Harzer Wandernadel hebt sich von vergleichbaren Wandernadelsystemen deutlich ab: So wird es nur wenige Systeme geben, die 222 Stempelstellen über Bundesländer- und Landkreisgrenzen hinweg enthalten. Darüber hinaus ist das System relativ gut gegen Vandalismus gesichert und kann daher überall im Gelände installiert werden, während bei anderen Systemen die Stempelstellen an Gaststätten, Geschäfte oder ähnliche Einrichtungen gebunden sind, so dass der Benutzer auf Öffnungszeiten angewiesen ist.

## Geschichte
Initiator war Michael Lütje aus Wernigerode/Harz, ein Mitarbeiter der Kommunalen Beschäftigungsagentur des Landkreises Harz. Er entwickelte eigenständig das gesamte System der „Harzer Wandernadel“ und machte auch die Entwürfe der noch heute verwendeten Wanderabzeichen. Die Planung, der Bau der Stempelkästen und die Einrichtung der Stempelstellen erfolgten im Jahr 2005 bzw. im I. Quartal 2006 in verschiedenen Werkstätten. Der Verein „Gesund älter werden im Harz“ e. V. mit Sitz in Blankenburg erhielt nach dem Start des Projekts am 8. April 2006 durch Michael Lütje die Erlaubnis zum weiteren Betreiben des Projekts (Trägerverein). Der Verein erhält Unterstützung durch verschiedene öffentliche Institutionen bei der harzweiten Unterhaltung. Bereits zum Auftakt 2006 wurden rund 5000 Wanderpässe ausgegeben. Nachdem sich das Projekt 2006 zunächst nur auf die Landkreise Wernigerode, Goslar und Osterode beschränkte, erfolgte 2007 eine Erweiterung auf das noch heute bestehende System mit 222 Stempelstellen über den gesamten geografischen Harz, welches nicht erhöht werden soll. Die Orte der Stempelstellen können sich jedoch in geringem Umfang verändern. So gibt es seit der Saisoneröffnung im April 2012 elf neue Stempelstellen, wofür elf bestehende Stempelkästen umgestellt worden sind.
Ab 2019 entstand auf Initiative der „Crime & Fantasy“-Autorin Kathrin R. Hotowetz mit Unterstützung des Teams der Harzer Wandernadel das Projekt „Wandern im Schatten der Hexen“ mit 111 Stempelstellen an Schauplätzen ihrer Romane in der Harzregion.

## Resonanz
Das System erfreut sich außerordentlich großer Beliebtheit, und die Nachfrage steigt weiterhin an. Allein im Jahre 2006 wurden etwa 10.000 Wanderpässe verkauft. Im Jahr 2015 wurden fast 20.000 Wanderpässe neu ausgegeben. Die Anzahl der jährlich verkauften Wanderpässe stieg bis 2019 auf 50.000 und hat 2020 die Anzahl 90.000 erreicht. Bemerkenswert ist auch, dass es in jedem Jahr bis 2019 eine dreistellige, seit 2020 eine vierstellige Zahl an Wanderern gibt, die sich den „Harzer Wanderkaiser“ erwandern. Im Jahr 2022 wurde die 9000. Wanderkaiser-Auszeichnung seit der Einführung der Wandernadel vergeben. Da die Stempelstellen auf eine etwa 2500 Quadratkilometer große Fläche verteilt sind, sind zum Erwerb dieses Titels umfangreiche Wanderungen erforderlich.